# John Andrew Hiestand
John Andrew Hiestand (* 2. Oktober 1824 in East Donegal, Lancaster County, Pennsylvania; † 13. Dezember 1890 in Lancaster, Pennsylvania) war ein US-amerikanischer Politiker. Zwischen 1885 und 1889 vertrat er den Bundesstaat Pennsylvania im US-Repräsentantenhaus.

## Leben
John Hiestand besuchte die öffentlichen Schulen seiner Heimat, eine Schule in Marietta und das Pennsylvania College in Gettysburg. Nach einem anschließenden Jurastudium und seiner 1849 erfolgten Zulassung als Rechtsanwalt begann er in Lancaster in diesem Beruf zu arbeiten. Politisch war er damals Mitglied der Whig Party. In den Jahren 1852, 1853 und 1856 saß er als Abgeordneter im Repräsentantenhaus von Pennsylvania. 1858 gab er seine Anwaltstätigkeit auf. Stattdessen stieg er in das Zeitungsgeschäft ein und wurde Teilhaber der Zeitung Lancaster Examiner. Nach der Auflösung der Whigs schloss sich Hiestand der 1854 gegründeten Republikanischen Partei an. Im Jahr 1860 gehörte er dem Senat von Pennsylvania an; 1868 kandidierte er noch erfolglos für den Kongress. Zwischen 1871 und 1879 übte er das Amt des Naval Officer im Hafen von Philadelphia aus.
Bei den Kongresswahlen des Jahres 1884 wurde Hiestand im neunten Wahlbezirk von Pennsylvania in das US-Repräsentantenhaus in Washington, D.C. gewählt, wo er am 4. März 1885 die Nachfolge von Abraham Herr Smith antrat. Nach einer Wiederwahl konnte er bis zum 3. März 1889 zwei Legislaturperioden im Kongress absolvieren. Im Jahr 1888 wurde er nicht wiedergewählt. John Hiestand starb am 13. Dezember 1890 in Lancaster und wurde in Marietta beigesetzt.